# Sieradz (gmina)
Pour les articles homonymes, voir Sieradz.
Sieradz est une gmina rurale du powiat de Sieradz, Łódź, dans le centre de la Pologne. Son siège est la ville de Sieradz, bien qu'elle ne fasse pas partie du territoire de la gmina.
La gmina couvre une superficie de 181,63 km2 pour une population de 9 788 habitants.

## Géographie
La gmina inclut les villages de Biskupice, Bobrowniki, Bogumiłów, Borzewisko, Chałupki, Charłupia Mała, Chojne, Czartki, Dąbrowa Wielka, Dąbrówka, Dębina, Dzierlin, Dzigorzew, Grabowiec, Grądy, Kamionaczyk, Kłocko, Kolonia Okręglica, Kowale, Kuśnie, Łosieniec, Męcka Wola, Mnichów, Okręglica, Podłężyce, Ruda, Rzechta, Sokołów, Stoczki, Sucha et Wiechucice.
La gmina borde la ville de Sieradz et les gminy de Brzeźnio, Burzenin, Warta, Wróblew, Zapolice et Zduńska Wola.